# التمييز ضد المرأة على أساس الجنس
إنّ أشكال التمييز متعددة، وقد تقوم على نوع الجنس أوالعوامل الأخرى مثل العرق، أو الانتماء الإثني، أو الطبقة الاجتماعية، والإعاقة، أو إصابة الأشخاص بأمراض تثير ريب العامة مثل المصابين بفيروس نقص المناعة البشرية (الإيدز)، أو الميل الجنسي، أو الهوية الجنسانية، وكل هذا يزيد من تعقيد خطر المشقة الاقتصادية، والإقصاء، والعنف خاصة إذا ما صُحب ذلك بكون الشخص امرأة.
ففي جميع الثقافات، يسود التمييز ضد المرأة نطاقًا لا يمكن تخيله، وكثيرًا ما يُقترن بوصول المرأة إلى العدالة بعقبات تمييزية في القانون وفي الممارسة.

## مفهوم التمييز ضد المرأة على أساس الجنس
يُشير التمييز ضد المرأة وفقًا لإتفاقية القضاء على جميع أشكال التمييز ضد المرأة (CEDAW) إلى  أي تفرقة، أو استبعاد، أو تقييد يتم على أساس الجنس ويكون من أثاره أو أغراضه توهين أو إحباط الاعتراف للمرأة بحقوق الإنسان والحريات الأساسية في الميادين السياسية، والاقتصادية، والاجتماعية، والثقافية، والمدنية، أو في أي ميدان آخر، أو توهين أو إحباط تمتُعها بهذه الحقوق أو ممارستها لها، بصرف النظر عن حالتها الزوجية وعلى أساس المساواة بينها وبين الرجل.
فرغم أنّ النساء تُشكل أغلبية أفقر الأشخاص في العالم، وقد زاد عدد النساء اللاتي يعشن في فقر في الريف بنسبة 50% منذ عام 1975، كما توضح الدراسات أنّ المرأة تعمل ثلثي ساعات العمل في العالم وتنتج نصف الأغذية العالمية إلا أنها تكسب 10% من الدخل العالمى وتمتلك أقل من 1% من ممتلكات هذا العالم.

## إتفاقية القضاء على جميع أشكال التمييز ضد المرأة (CEDAW)
وقد تم اعتماد إتفاقية القضاء على جميع أشكال التمييز ضد المرأة (CEDAW) من قبل الجمعية العامة للأمم المتحدة في ديسمبر عام 1979،  وتم عرضها للتوقيع والتصديق والانضمام بالقرار 34/180 في 18 ديسمبر 1979، ودخلت حيز التنفيذ في 3 سبتمبر1981. وكثيرًا ما يوصف بأنه مشروع قانون دولي لحقوق المرأة، وتتألف من مقدمة و 30 مادة، وتحدد ما يشكل تمييزًا ضد المرأة، وتضع خطوات عملية وجدول أعمال للعمل الوطني لإنهاء هذا التمييز.
ويصل عدد الدول المُصدّقين علي هذه الإتفاقية 189 دولة حتى الآن، من بينهم مايزيد عن 50 دولة فعلت ذلك رهنًا ببعض الإعلانات والتحفظات والاعتراضات، بما في ذلك 38 بلدًا رفضت المادة 29 من التطبيق والتي تتناول وسائل تسوية المنازعات المتعلقة بتفسير الاتفاقية أو تطبيقها.
وبعضهم كانت لديه تحفظات على مواد أساسية مثل المادتين 2 و 6 التي تؤثر على الحياة الشخصية والأسرية للفتيات والنساء.

### الإتفاقية مابين مُؤيدٍ ومُعارض.
تُعد السويد أول دولة مُصدقة على الإتفاقية في عام 1980، لتقع حيز التنفيذ عام 1981. وتُعد مصر من أُولى الدول المُصدقة على الإتفاقية مع بعض التحفظات على المواد الأتية (2,9,16,29).
حيث أوضحت مُتحفظة على المادة 2 أن جمهورية مصر العربية على استعداد تام للامتثال لمضمون هذه المادة شريطة ألا يتعارض هذا الالتزام مع الشريعة الإسلامية. وفيما يتعلق بالمادة  16، فكان التحفظ على نص المادة 16 المتعلقة بالمساواة بين الرجل والمرأة في جميع الأمور المتعلقة بالزواج والعلاقات الأسرية أثناء الزواج وعند فسخه دون الإخلال بأحكام الشريعة الإسلامية التي تمنح المرأة حقوقا تعادل حقوق زوجها وذلك لضمان تحقيق توازن عادل بينهما موضحة احترام الدين الإسلامى للمرأة المُطلقة وكيف تُبنى علاقات الزواج والفسخ على أسس العدل والتراحم حيث يحق للمرأة طلب الطلاق حين تصبح الحياة بينهما مستحيلة ولها في هذه الحال أموال واجبة الدفع من الزوج، كما لها كامل الحق بالاحتفاظ بممتلكاتها كاملة ولا تُقيد بدفع أموال لزوجها، ولها في هذه الحال نفقة من الزوج على أطفاله التي تُعيلهم المرأة ولا توجد مثل هذه الأمور في حال الزوج. وقد وقّعت الولايات المتحدة وبالاو على المعاهدة ولكن لم تصدق عليها. ولم توقع على الإتفاقية عددًا من البلدان منها إيران والصومال والسودان وتونغا.

### الإلتزامات والتعاهدات القانونية المُطالبة بها الدول المُصدقة على الإتفاقية.
بقبول الاتفاقية، تلتزم الدول باتخاذ مجموعة من التدابير لإنهاء التمييز ضد المرأة بجميع أشكاله، بما في ذلك إدماج مبدأ المساواة بين الرجل والمرأة في نظامها القانوني وإلغاء جميع القوانين التمييزية واعتماد القوانين المناسبة التي تحظر التمييز ضد المرأة، وإنشاء محاكم ومؤسسات عامة أخرى لضمان الحماية الفعالة والفعلية للمرأة من التمييز؛ ولضمان القضاء على جميع أعمال التمييز ضد المرأة من جانب أشخاص أو منظمات أو مؤسسات. فتوفر الاتفاقية الأساس لتحقيق المساواة بين المرأة والرجل من خلال كفالة حصول المرأة على قدم المساواة في كلًا من الحياة السياسية والعامة، بما في ذلك الحق في التصويت والترشح للانتخابات، فضلًا عن التعليم والصحة والعمل. فتأخذ الدول المُصدقة على الإتفاقية جميع التدابير المناسبة، بما في ذلك التشريعات والتدابير الخاصة المؤقتة، حتى يتسنى للمرأة التمتع بجميع حقوقها الإنسانية وحرياتها الأساسية.
وتُعد هذه الاتفاقية هي المعاهدة الوحيدة لحقوق الإنسان التي تؤكد الحقوق الإنجابية للمرأة وتستهدف الثقافة والتقاليد لكونها قوى مؤثرة تشكل أدوار الجنسين والعلاقات الأسرية. كما تؤكد الإتفاقية حقوق المرأة في اكتساب جنسيتها أو تغييرها أو الاحتفاظ بها وتشمل هذه الحقوق المتعلقة بجنسية أطفالها أيضّا. كما توافق الدول المُصدقة والمشاركة فعليًا على اتخاذ التدابير المناسبة لمكافحة جميع أشكال الاتجار بالمرأة أواستغلال.
والبلدان التي صدقت على الاتفاقية أو انضمت إليها ملزمة قانونيًا بوضع مواد الإتفاق موضع التنفيذ، وهي ملتزمة أيضًا بتقديم تقارير وطنية، كل أربع سنوات على الأقل عن التدابير التي اتخذتها للامتثال بالتزاماتها التعاهدية.

### الإتفاقية مابين التنفيذ والتغييرومجلس حقوق الإنسان.
على الرغم من تنفيذ معاهدة الأمم المتحدة للقضاء على التمييز ضد المرأة قبل بضعة عقود من الآن، والذي كان من المفترض أن يمنح المرأة حقًا في المشاركة في الحياة السياسية والعامة لدولها وغيرها من الحقوق إلا أن ذلك لم يتغير كثيرًا ومازال تحقيق المساواة المنشودة بين الجنسين بعيدة المنال. ففي العديد من البلدان لا تزال المرأة غير قادرة على شراء ممتلكاتها الخاصة، والتصويت السياسي. ولا يزال هناك تشويه للأعضاء التناسلية للإناث في أفريقيا. وفي بعض البلدان، لا تستطيع النساء على عكس الرجال أن يرتدين ملابسهن كما يحلو لهن أو يعملن ليلًا أو يرثن ممتلكات أو يقدمن أدلة في المحكمة. وتتعلق الغالبية العظمى من القوانين التمييزية سارية المفعول بالحياة الأسرية بما في ذلك الحد من حق المرأة في الزواج كما يحدث في حالات الزواج القسري المبكر_زواج القاصرات_ أو الطلاق والزواج مرة أخرى، مما يسمح بممارسات الزوجية التمييزية الجنسية مثل طاعة الزوجة وتعدد الزوجات. ولا تزال القوانين التي تنص صراحة على طاعة الزوجة دون مراعاة لكيان المرأة وإستقلالها تحكم العلاقات الزوجية في كثير من الدول. وفي جميع أنحاء آسيا والاتحاد السوفياتي السابق وأمريكا اللاتينية وأفريقيا وفي أوروبا الوسطى والشرقية مازال الإتجار بالنساء يمثل مشكلة كبيرة. ويُقدر أن أكثر من سبع مئة ألف شخصٍ يُتاجر بهم كل عام رغم أنه ليس من المعروف بالضبط عدد النساء، ومعظم هذه النساء يتم الإتجار بهن لأغراض جنسية لاتمت لأى خُلق بصلة. ومن المثير للقلق أنه لا يزال يُمارس في بعض أنحاء الشرق الأوسط «جرائم الشرف»، وتختلف أسباب هذه الجرائم من مكان لأخر ف العالم وتعرف في أوساط قبلية بــ غسل العار، ويحدث هذا القتل للنساء اللاتي يمارسن أعمالًا مثلية أو أعمالًا جنسية خارج إطار الزواج أويريدن إنهاء أو منع أو يردن ترتيب الزواج أو حتى ارتداء الملابس بشكل استفزازي، وتعتبر هذه الجرائم كنوع من قربان الأهل لخروج إبنتهم أو هذه الأنثى عن إطار قوانينهم الخاصة وطلبًا منهم في أن يغفر المجتمع لهم هذا الخطأ الذي إستطاعوا أن يتخلصوا منه حتى يعودوا إلى بنيان هذا المجتمع الغير سوي مرة أخرى. وفي تركيا لا توجد حماية للنساء اللواتي يتعرضن للإيذاء، ولا توجد ملاجئ أو مساعدة للنساء في هذه الظروف الخطيرة. وفي السعودية لم يسمح للنساء بالقيادة إلا مؤخرًا في عام 2017. كما تُعد المرأة اليمنية من أقل النساء تمكينا في العالم. وفي نيبال إذا اغتصبت امرأة أو أًعتدى عليها فإن مرتكبيها لا يعاقبون عليها بل لا يعتقلون فرغم أنّ النساء تُشكل أغلبية أفقر الأشخاص في العالم إلا أنه قد زاد عدد النساء اللاتي يعشن في فقر في الريف بنسبة 50 في المائة منذ عام 1975، كما توضج الدراسات أنّ المرأة تعمل ثلثي ساعات العمل في العالم وتنتج نصف الأغذية في العالمية فإنها تكسب 10 في المائة فقط من الدخل العالمى وتمتلك أقل من 1% من ممتلكات هذا العالم.
ولا نجد أمثلة أكثر حضارية في الدول المتقدمة فلسوء الحظ أننا نجد أمثلة أكثر دقة للتمييز في الولايات المتحدة على الرغم من أن الإناث لديهن معدلات تعليم عالية ويعملن أكثر من الرجال في نفس المهنة ولكن على النقيض ما زالت النساء تحصل على أجور أقل في أمريكا. ولم تزل هناك فجوة في الأجور بنسبة 20 في المائة بين الرجال والنساء العاملين في نفس المجال حيث كانت تصل إلى 28 سنتًا على الدولار في عام 1988، ووصلت الفجوة في عام 2007 إلى 11 سنتا على الدولار مما يُعد تقدمًا إلى حدٍ ما. ولكن بالنظر إلى ذلك نجد أنه في 19 عامًا كان الانخفاض الوحيد 17 سنتًا!
وبناء على ذلك، أُعتُمد في الدورة الثانية عشرة لمجلس حقوق الإنسان قرار بعنوان_ القضاء على التمييز ضد المرأة_ يطلب فيه إلى المفوضية السامية لحقوق الإنسان إعداد دراسة مواضيعية عن التمييز ضد المرأة في القانون والممارسة بشأن كيفية إتمام معالجة هذه المسألة من خلال الأمم المتحدة وبالتشاور مع جميع أصحاب المصلحة المعنيين ولا سيما لجنة مركز المرأة. وجري تناول الدراسة المواضيعية في الدورة الخامسة عشرة وعقدت مناقشة لمدة نصف يوم للنظر في اتخاذ مزيد من الإجراءات في تلك الدورة ويتم عقد الدورة التاسعة والستون في عامنا هذا 2018 من 19شباط/فبراير حتى 9 آذار/مارس 2018.

## أشكال وأنواع التمييز ضد المرأة
والتمييز ضد المرأة يأخذ أشكال عديدة:
- فيمكن أن يحدث ذلك من خلال الأفعال التي تؤدي إلى حرمان المرأة من ممارسة حقها أو أن يكون لها تأثير بسبب عدم الاعتراف بوجود عدم مساواة قائم على نوع الجنس قد تواجهه المرأة وهو مايعرف بـ  التمييز غير المقصود أو غير المباشر.
- وقد يحدث عن طريق إغفال إتخاذ خطوات قوية مثل إتخاذ التدابير التشريعية اللازمة لضمان تَمَتُع المرأة بحقوقها كاملة، أوعدم تبني وتنفيذ السياسات الوطنية التي تهدُف إلى تحقيق المساواة بين الجنسين، وعدم تطبيق القوانين ذات الصلة بشكل جازم بين طبقات المجتمع.

فقد ينبع التمييز إذا من القانون_التمييز بحكم القانون_ أو من الممارسة_التمييز بحكم الأمر الواقع_ ويُعد التمييز بحكم الأمر الواقع أو مايُعرف بالعُرف أشد عنوة وتغيُّره صعب المنال مقارنة بالقانون. وتعترف اتفاقية القضاء على جميع أشكال التمييز ضد المرأة_CEDAW_ بكلا النوعيين تمييزًا  سواء كانت مدرجة في القوانين أو السياسات أو الإجراءات أو الممارسات والأعراف.

## المؤسسات العربية المعنية بمساعدة المرأة وتمكينها
وفيما يلى بعض من  المؤسسات العربية المعنية بمساعدة المرأة ومناهضة العنف والإقصاء لها.

### فيمصر
- المركز المصري لحقوق المرأة، ويعتبر المركز هيئة مستقلة غير حكومية، ويمتثل بشعار«يعمل على تحسين وضع المرأة السياسي والقانوني منذ عام 1996»، حيث يسعى لنشر الوعى الثقافى بحقوق المرأة بين الأوساط كما يهدف إلى مساعدة المرأة للحصول على كامل حقوقها، وتحقيق المساواة بينها وبين الرجل.[7]
- جمعيـة نهـوض وتنميـة المرأة (ADEW)  هي جمعية أهلية مصرية مستقلة سُجلت عام 1987 للمرة الأولى وفي عام 2002 للمرة الثانية، وتعمل بشكل مباشر مع النساء المعيلات وأسرهن ومؤخراً أيضاً مع فئة الشباب، وذلك في عشوائيات القاهرة الكبرى بالإضافة أنها تعمل في أربع محافظات أخرى هي القليوبية والغربية وحلوان وجنوب سيناء والفيوم، حيث تعمل على الارتقاء بوضع المرأة على المستوى القومى والمحلى  فإن مهمتهم المُعلنة هي «تهيئة الظروف الخارجية والداخلية للمرأة المصرية وخاصة المعيلة وتتمثل الظروف الخارجية قى (تهيئة المناخ العام- تغيير ثقافة المجتمع- تغيير القوانين والسياسات- تغيير صورة المرأة لدى المجتمع)، أما الظروف الداخلية تتمثل في تمكين المرأة عن طريق إكسابها المهارات الحياتية والمهنية في شتى المجالات من خلال برامج وأنشطة الجمعية» فهى تعمل مع محدودى الدخل وتوفر لهم شتى الطرق لحياة كريمة.[8]
- مؤسسة قضايا المرأة المصرية_ CEWLA_ وهي مؤسسة غير حكومية  أهلية تأسست عام 1995 وتهدف إلى تقديم الدعم والمساندة القانونية للمرأة المصرية، كما تحارب كل أشكال العنف ضدها سواء كان عنف أسري أو نفسي أو جنسي بشكل قوي في المجتمع كما تُلقى الضوء على بعض القضايا التي لاتُذكر صراحة مثل قضايا الشرف والعنف الزوجى فتزيد من الوعى القانونى لدى المرأة وتحاول إمداداها ببعض الطرق التي تؤهلها إلى النهوض ثقافيًا واجتماعيا واقتصاديا.[9]
- مبادرة المحاميات المصريات لحقوق المراة (محاميات من أجل العدالة للنساء)

بدأت المبادرة عملها لخدمة المحاميات كمبادرة طوعية منذ 2004 وتوسعت أنشطتها لخدمة النساء بمصر في 2013، وأشهرت وفقا لقانون الجمعيات والمؤسسات الأهلية في مصر 2016 وتهدف إلى تحقيق العدالة للنساء من خلال تقديم الدعم القانوني الكامل المباشر وغير المباشر، بالإضافة إلى تنقسح القوانين التمييزية ضد المرأة، واقتراح التعديلات لها والعمل على بناء قدرات النساء وتطويرها للوصول إلى مواقع اتخاذ القرار.

### فيالإمارات العربية المتحدة
- مؤسسة دبي لرعاية النساء والأطفال (DFWAC) وشعارها «أوصارٌ قويةٌ ومجتمعٌ آمن»، وهي أول دار إيواء ورعاية إنسانية غير ربحية مصرح بها في دولة الإمارات العربية المتحدة لرعاية النساء والأطفال من ضحايا العنف الأسري أو سوء معاملة الأطفال أو وضحايا الإتجار بالبشر بما يتفق مع المواثيق الدولية لحقوق الإنسان وتشدوا إلى مجتمع يخلوا من العنف.[11]